# Ridskolan Strömsholm

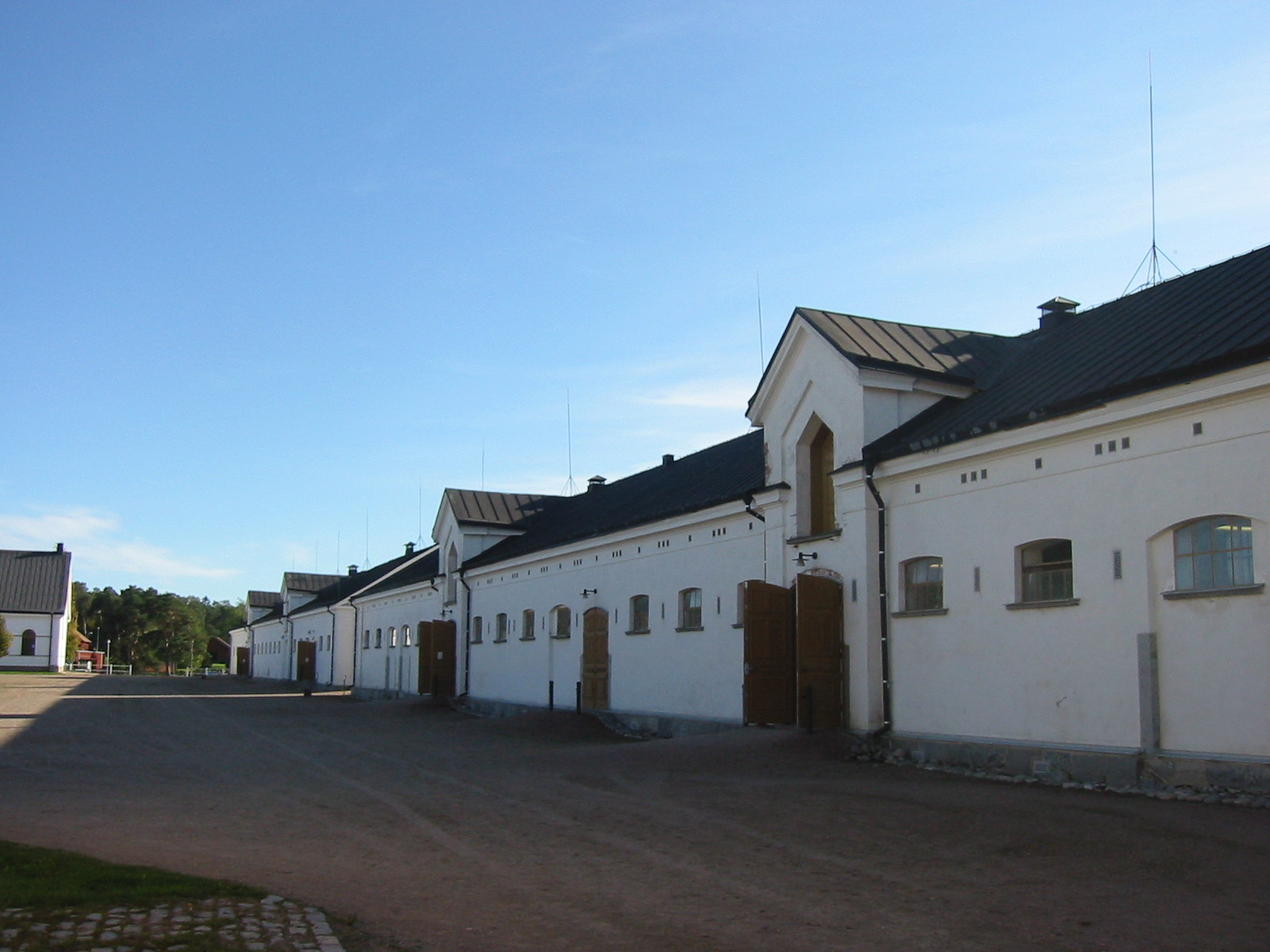
Stallar på Ridskolan Strömsholm

Ridskolan Strömsholm är Svenska Ridsportförbundets utbildningsanläggning i Strömsholm. Här ges utbildningar för ridlärare, ridinstruktörer, brukshästkuskar, hovslagare, hästskötare, talangfulla och elitsatsande ryttare på flera nivåer. Ridskolan Strömsholm är en riksanläggning tillsammans med  Travskolan Wången och Flyinge kungsgård under paraplyorganisationen Hästnäringens Nationella Stiftelse (HNS). Strömsholms ridsportförening har även sitt säte på ridskolan och ansvarar för arrangemanget att tävlingar.
Ridskolan pryds av mottot Där konsten slutar tar våldet vid som tillskrivs den olympiske silvermedaljören i dressyr Bertil Sandström.

## Utbildningar
Ridskolan har cirka 90 skolhästar som används i de olika utbildningarna. Stallmästaren Jens Fredricson ansvarar för skolhästarnas och ridlärarnas  utbildning.
- Hippologprogrammet: Med Sveriges Lantbruksuniversitet som huvudman så bedrivs den treåriga utbildningen av Hippologer på Ridskolan Strömsholm.
- Ridsportgymnasiet Strömsholm: På ridskolan har man ett riksidrottsgymnasium med inriktning ridsport, naturbruksprogrammet med inriktning djur.[1]
- Yrkesutbildningar: Tillsammans med Hästsportens folkhögskola ges yrkesutbildningar för ridlärare och hovslagare.[2]